# Joelia americana
Joelia americana är en kvalsterart som först beskrevs av Haller 1884.  Joelia americana ingår i släktet Joelia och familjen Oribatellidae. Inga underarter finns listade i Catalogue of Life.